# J-Ax
Alessandro Aleotti, cunoscut ca J-Ax, (n. 5 august 1972, Milano, Italia) este un rapper italian, fost membru al formației Articolo 31. El este fratele lui Grido din grupul Gemelli Diversi. Pe 6 mai 2010, el a creat trupa 'Due di picche' împreună cu Neffa.

## Discografie

### Cu Articolo 31
- 1993 - È Natale (ma io non ci sto dentro)
- 1993 - Strade di città
- 1994 - Messa di vespiri
- 1996 - Così com'è
- 1998 - Nessuno
- 1999 - Xché sì
- 2000 - Greatest Hits
- 2002 - Domani smetto
- 2003 - Italiano medio
- 2004 - La riconquista del forum

### Solo
- 2006 - Di sana pianta
- 2009 - Rap 'n' Roll
- 2009 - Deca Dance
- 2011 - Meglio Prima (?)

### Single-uri

#### Solo
- 2006 - S.N.O.B.(Senza Nessun Obbligo Baciaculistico)
- 2006 - Ti amo o ti ammazzo
- 2006 - Piccoli per sempre
- 2006 - Escono i pazzi
- 2006 - Aqua nella scuola
- 2007 - Tua mamma
- 2007 - Fumo ancora - L'esame della bamba
- 2007 - Quotidiana
- 2007 - Ti amo o ti ammazzo (Te amo o te mato in Spanish)
- 2007 - SNOB reload
- 2007 - + Stile (feat. The Styles)
- 2008 - Come noi (from the album "Datevi Fuoco" by Pino Scotto)
- 2008 - Uno Di Noi (feat. Spaghetti Funk)
- 2009 - Rap N'Roll (feat. Guè Pequeno)
- 2009 - I Vecchietti Fanno oh
- 2009 - Limonare al multisala (feat. The Styles)
- 2009 - Aumentaci le dosi
- 2009 - Tre Paperelle (feat. Irene Viboras)
- 2009 - Il sole dentro di me (feat. Pino Daniele)
- 2009 - Deca Dance
- 2009 - Anni Amari (feat. Pino Daniele)
- 2010 - Prepotente
- 2015 - Il bello di esser' brutti
- 2016 - J-Ax & Friends (feat. Fedez e Fabio Rovazzi)
- 2016 - Comunisti col rolex (cu Fedez)

## Premii
- 2007 - MTV Europe Music Awards: Best Italian Act

## Cărți
- I pensieri di nessuno, 1998, Ricordi-Publication.

## Film
- Senza Filtro, 2001